# Saint Vincent College
St. Vincent College es una universidad católica y a su vez un lugar designado por el censo ubicado en el condado de Westmoreland en el estado estadounidense de Pensilvania. En el Censo de 2010 tenía una población de 1357 habitantes y una densidad poblacional de 1.039,56 personas por km².

## Geografía
St. Vincent College se encuentra ubicado en las coordenadas 40°17′29″N 79°24′20″O / 40.29139, -79.40556. Según la Oficina del Censo de los Estados Unidos, St. Vincent College tiene una superficie total de 1.31 km², de la cual 1.31 km² corresponden a tierra firme y (0%) 0 km² es agua.

## Demografía
Según el censo de 2010, había 1357 personas residiendo en St. Vincent College. La densidad de población era de 1.039,56 hab./km². De los 1357 habitantes, St. Vincent College estaba compuesto por el 90.86% blancos, el 0% eran afroamericanos, el 5.38% eran amerindios, el 0.96% eran asiáticos, el 0% eran isleños del Pacífico, el 0% eran de otras razas y el 2.21% pertenecían a dos o más razas. Del total de la población el 3.02% eran hispanos o latinos de cualquier raza.